# Хуан Понсе де Леон-и-Херика
Хуан Понсе де Леон (исп. Juan Ponce de León ; ? — 1367, Севилья) — кастильский дворянин из дома Понсе де Леон, старший сын Педро Понсе де Леона Старшего, 5-го сеньора Марчены и Байлена, а также Беатрис де Херики. Потомок короля Хайме I Арагонского и Терезы Гил де Видауре.
6-й сеньор де Марчена, Байлен, Рота, Майрена-дель-Алькор, Борнос и Олива-де-ла-Фронтера, а в 1367 году был казнен в Севилье по приказу короля Кастилии Педро I Жестокого .

## Семейное происхождение
Его точная дата рождения неизвестна. Старший сын Педро Понсе де Леон эль-Вьехо (ок. 1305—1352), и Беатрис де Херика. По отцовской линии он был внуком Фернандо Понсе де Леона, 4-го сеньора Марчены, и Изабель де Гусман, сеньоры Чипионы и Роты, а по материнской линии он был внуком Хайме де Херика, барона Херика, и Беатрис де Лаурия.
Он был братом Педро Понсе де Леона, 7-го сеньора де Марчена; Марии Понсе де Леон, вышедшей замуж за Альвара Переса де Кастро, 1-го графа Аррайолоса, 1-го графа Вианы да Фос-ду-Лима и 1-го констебля Португалии; и Беатрис Понсе де Леон, возлюбленной своего родственника короля Кастилии Энрике II де Трастамара.

## Биография
Его отец был 6-м сеньором Марчены, Байлена, Роты, Майрена-дель-Алькор, Борнос и Олива-де-ла-Фронтера и рыцарем Ордена Банды. После смерти отца, которая произошла в 1352 году, Хуан Понсе де Леон унаследовал сеньорию Марчена и остальные отцовские владения, хотя период, в который он занимал главу своей семьи, совпал с Первой гражданской войной в Кастилии, в котором король Педро I Жестокий и его сводный брат Энрике де Трастамара, который станет править как Энрике II, столкнулись друг с другом.
В апреле 1357 года, согласно Crónica del rey Don Pedro, войска города Севильи по приказу Хуана Понсе де Леона и главного морского адмирала Эджидио Бокканегра вместе с другими рыцарями и вассалами короля, победили Хуана де ла Серда и его товарищей, которые восстали против Педро I, в битве у берега реки Кандон, расположенного между муниципалитетами Беас и Тригерос в Уэльве. Хуан де ла Серда был арестован и позже доставлен в Севилью, где он вскоре был казнен по приказу Педро I, и историк Луис Висенте Диас Мартин указал, что это сражение было первым столкновением между Понсе де Леон и членами семьи Гусман.
Историк Рафаэль Санчес Саус указал, что Хуан Понсе был вынужден заложить свои сеньории Майрена и Рота, и есть также свидетельства того, что во время своего пребывания в качестве главы своей семьи он подал в суд на свою мать, Беатрис де Лаурию, за то, что дохода, полученного от сеньории Марчены, поскольку она утверждала, что имеет право на них после того, как ее покойный муж заложил их в качестве гарантии супружеского залога, который он должен был дать ей и который так и не был выплачен. Однако Беатрис де Лаурия получила от короля Педро I различные письма, адресованные совету Марчены, чтобы они предоставили ей эти доходы, хотя её сын Хуан продолжал забирать их «систематически», по словам историка Хуана Луиса Карриасо Рубио.
14 июня 1357 года Хуан Понсе и его мать достигли соглашения о сеньории Марчена и ее доходах, причем было установлено, что она откажется от всего этого в пользу своего сына Хуана и его законных потомков, хотя в случае смерти последнего не имея их, Марчена перейдет во владение его матери. А в обмен за её отказ от Марчены Хуан пообещал давать ей 15 000 мараведи. Хуан Понсе пытался продать свою сеньорию Борнос в апреле 1362 года, хотя она была унаследована его братом и оставалась в руках его семьи до тех пор, пока вдова Педро Понсе, Санча де Аро, не продала её в 1387 году.
В 1367 году граф Энрике де Трастамара, который воевал со своим сводным братом Педро I Жестоким, отправил в Севилью Гонсало Мехию, магистра ордена Сантьяго, с полномочиями вести переговоры от его имени со своими сторонниками в городе, хотя через несколько месяцев указанный сеньор был вынужден покинуть его в сопровождении Хуана Алонсо Переса де Гусмана, сеньора Санлукар-де-Баррамеда, Алонсо Переса де Гусмана, сеньора Хибралеона и главного судебного пристава Севильи, и Педро Понсе де Леона, младшего брата Хуана Понсе, хотя последний остался в Севилье вместе с адмиралом Эджидио Бокканегра.
После победы в битве при Нахере король Кастилии Педро I Жестокий конфисковал имущество многих сторонников своего сводного брата Энрике и казнил некоторых из них в Толедо, Кордове и Севилье. В последнем городе Хуан Понсе де Леон, адмирал Эджидио Бокканегра и другие сторонники Энрике де Трастамара были арестованы, и все они были публично казнены на Пласа-де-Сан-Франсиско в Севилье в 1367 году. И хотя младший брат Хуана, Педро Понсе де Леон, принял на себя руководство семьей после его казни, все владения семьи, в том числе и Марчена, были конфискованы королем. В 1368 году, через год после казни Хуана Понсе де Леона, город Марчена и её земли были разграблены гранадским эмиром Мухаммедом V, союзником короля Кастилии Педро I, который также разрушил стены города.

## Погребение
После его казни за оскорбление монарха тело Хуана Понсе де Леона было погребено в часовне Мехиас исчезнувшего монастыря Сан-Франциско-де-Севилья, который был разграблен, осквернен и сожжен французскими войсками во время испанской войны за независимость, а затем снесен в 1841 году.